# Здравко Радуловић
Здравко Радуловић (Никшић, 12. децембар 1966) је бивши југословенски и хрватски кошаркаш. Тренутно се бави тренерским послом.

## Клупска каријера
Радуловић је играо на позицији бека, и био је познат као сјајан поентер. Током сезоне 1992/93. био је најбољи стрелац Евролиге у дресу Цибоне постижући просечно 23,9 поена по мечу.

## Репрезентација
Са репрезентацијом Југославије освојио је сребрну медаљу на Олимпијским играма 1988. у Сеулу, и златну медаљу на Европском првенству 1989. у Југославији.

## Тренерска каријера
Након завршетка кошаркашке каријере Радуловић је постао тренер. Водио је загребачке клубове Загреб, Цедевиту. и Цибону